# Justin Harrison
Justin Brendan Gregory Harrison (Sydney, 20 aprile 1974) è un rugbista a 15 e allenatore di rugby a 15 australiano, dal 2011 al 2016 tecnico e giocatore del Narbona in Pro D2 francese.

## Biografia
Justin Harrison, cresciuto nel Territorio del Nord fino a 15 anni, conobbe il rugby all'età di 19, dopo essersi trasferito nella regione del Central Coast, nel Nuovo Galles del Sud e in procinto di iniziare gli studi in biologia marina: fu infatti indirizzato alla squadra di rugby dell'Università di Lismore, i Gold Rats, senza conoscere un solo articolo delle regole del gioco.
Titolare in prima squadra alla fine dell'anno, nel 1994 gli fu prospettata la possibilità di andare a Canberra per giocare nei Tuggeranong Vikings, squadra che lo poteva mettere in luce per l'Australia Under-21; trasferitosi quindi nella Capitale, esordì nel 1995 nella selezione nazionale giovanile, e alla fine del 1996 fu contattato dalla franchise cittadina dei Brumbies, che milita nel Super Rugby, che gli offrì un contratto da professionista.
Esordì nel Super 12 1997 contro i Queensland Reds, e vinse il Super 12 2001.
In tale anno giunse anche la prima convocazione negli Wallabies: Harrison esordì a Sydney il 14 luglio contro i British Lions; qualche settimana dopo fu titolare nella squadra australiana che vinse il Tri Nations 2001.
Nel 2003 terminò la sua avventura ai Brumbies e passò ai Waratahs di Sydney; a fine anno fu convocato per la Coppa del Mondo di rugby 2003 in cui l'Australia, che disputava in casa propria il torneo, giunse fino alla finale, poi persa contro l'Inghilterra; dopo un ulteriore biennio nel Super 12 si trasferì in Europa, nell'Ulster, in Celtic League.
La prima stagione in Irlanda del Nord si risolse in un successo, con la conquista della Celtic League 2005-06, a sette anni di distanza dall'ultimo trofeo vinto dall'Ulster, la Heineken Cup 1999; nella stagione successiva, tuttavia, Harrison andò incontro a problemi familiari (il divorzio da sua moglie, che tornò in Australia) che ne minarono il rendimento, e nel 2008, scaduto il suo contratto triennale, il club non glielo rinnovò, nonostante lo stesso Harrison avesse espresso il suo gradimento per rimanere; si trasferì quindi in Inghilterra al Bath, con il quale fu titolare fisso in campionato (22 incontri).
Durante un festino di fine stagione Harrison, insieme ad altri compagni di squadra, assunse cocaina, alla quale risultò positivo a seguito di alcune analisi.
Il giocatore ammise di averla assunta, precisando di non averlo mai fatto durante il campionato, e chiese la rescissione del contratto al Bath per evitare ulteriori polemiche; a causa dell'assunzione di cocaina ricevette una squalifica di 8 mesi, fino a metà febbraio 2010.
Nonostante il bando, i Brumbies offrirono ad Harrison un anno di contratto per sostituire un elemento di seconda linea infortunato; tornato al suo club originario, Harrison ha disputato 5 incontri nel Super 14 2010 e, a fine stagione, si è definitivamente ritirato dall'attività agonistica; passato alla carriera tecnica, gli è stato affidato l'incarico di allenatore degli avanti dei Brumbies.
Tra il 2007 e il 2008 Harrison fu invitato in tre incontri dei Barbarians, contro due XV di Sudafrica e Inghilterra e la Nazionale del Belgio.
A seguito dell'acquisizione del club francese di Pro D2 del Narbona da parte di un gruppo finanziario australiano, fu offerta a Harrison la conduzione del club dalla stagione 2011-12; nell'occasione decise anche di scendere in campo in diverse occasioni, ritornando quindi parzialmente sulla sua decisione di ritirarsi dall'attività.
Fuori dal rugby è dirigente di Iconic Africa, un'organizzazione di viaggi e soggiorni con sede in Sudafrica.

## Palmarès
- Super 12: 1
Brumbies: 2001
- Celtic League: 1
Ulster: 2005-06